# Action Man: A.T.O.M. - Alpha Teens on Machines
Pour les articles homonymes, voir Atom.
Action Man: A.T.O.M. - Alpha Teens on Machines est une série télévisée d'animation franco-américaine en 52 épisodes de 24 minutes et diffusée entre le 27 août 2005 et le 3 avril 2007 sur Jetix.
Il s'agit d'une série dérivée d'Action Man.

## Synopsis
Situé dans la ville fictive de Landmark City, Janus Lee, à la tête de Lee Industries, organise un concours de télévision pour recruter un groupe d’adolescents talentueux. Les gagnants du concours, Axel, King, Lioness, Hawk et Shark, reçoivent des armes prototypes, des gadgets et des véhicules et unissent leurs forces pour lutter contre le génie criminel Alexander Paine, également responsable de la mort du père d'Axel. À la fin de la première saison, ils parviennent à le vaincre.
Cependant, après la défaite de Paine, il est révélé que le véritable objectif de Lee était d'utiliser l'ADN des adolescents pour créer des clones alimentés par des gènes animaux. Au cours de la deuxième saison, les Alpha Teens doivent à nouveau faire équipe pour arrêter Lee et son armée de mutants.

## Distribution
- James Arnold Taylor (VF : Emmanuel Garijo) : Axel Manning
- Aldis Hodge (VF : Serge Faliu) : Cray Kingston / King
- Alli Mauzey (VF : Christel Lang) : Catalina Leone / Lioness
- Brian Donovan (VF : Tony Marot) : Ollie Sharker / Shark
- Charlie Schlatter (VF : Franck Tordjman) : Zack Hawkes / Hawk
- Clancy Brown (VF : Antoine Tomé) : Alexander Paine
- Tom Kenny (VF : Guillaume Orsat) : Janus Lee / Monsieur Lee
- Tom Kenny (VF : Axel Kiener) : Roger Marcel / Spydah
- Bill Fagerbakke (VF : Marc Alfos) : Albert / Flesh
- James Arnold Taylor (VF : Vincent Ropion) : Sebastian Manning
- Kari Wahlgren (VF : Françoise Blanchard) : Samantha Paine / Magness
- Danny Mann (VF : Vincent Ropion) : Dr. Recombo
- Thomas F. Wilson (VF : Donald Reignoux) : Bogey
- Yuri Lowenthal (VF : Christophe Lemoine) : Silas Greene / L'architecte

## Épisodes

### Saison 1 (2005)
1. À chaque jour suffit son Paine - Partie 1 (A Paine by Any Other Name: Part I)
2. À chaque jour suffit son Paine - Partie 2 (A Paine by Any Other Name: Part II)
3. À Paine touché (Touch of Paine)
4. Flesh (Of the Flesh)
5. Pris au piège (Trapped)
6. Un drôle de tournage (The Experiment)
7. Mystère des profondeurs (In Too Deep)
8. Le jour du Dragon (Enter the Dragon)
9. La frontière finale (The Final Frontier)
10. Histoire de magnétisme (Natural Magnetism)
11. Double Image (Double Image)
12. Moi Paine (I, Paine)
13. Temps Orageux (Stormy Weather)
14. Coup de Foudre sur le Ring (Royal Rumble)
15. Le Repaire de Paine (House of Paine)
16. Spydah se Rebelle (Spydah, Spiders Everywhere)
17. La Malédiction du Crâne(Dem Bonez)
18. L’Équipe Oméga(Omega Team)
19. La Petite Fille à Papa (Daddy's Little Girl)
20. L’Évasion (Breakout)
21. LandMark City dans le Noir (Black Out)
22. Le Grand Sommeil (The Big Sleep)
23. Le Sabre Jo-Lan (The Sword of Jo Lan)
24. La Parabole de Paine (Underworld)
25. Folie Télécommandée (Remote Control)
26. L'Assaut (Showdown)

### Saison 2 (2007)
1. Faux-Semblants (Deception)
2. La Révélation (Revelation)
3. Ça Déménage (Movin' on Down)
4. Du Fond des Mers (From Beneath the Sea)
5. Résurrection (Resurrection)
6. Drainage de Cerveau (Brain Drain)
7. Randonnée avec l'Ennemi (Camping with the Enemy)
8. Paine en Danger (Paine Relief)
9. Un Drôle d’Electrochoc (A Shock to the System)
10. Un Rêve Étrange (Perchance to Dream)
11. Pères et Filles (Fathers and Daughters)
12. Programmé (Programmed)
13. Bienvenue Chez Lioness (The Girls from Brazil)
14. Les Jouets Mutants (The Mu-Toys)
15. Le Réveil du Kraken (The Kraken Awakens)
16. Une Masse En Ébullition (Critical Mass)
17. La Frontière de L'Espace (High Frontier)
18. Pères et Fils (Fathers and Sons)
19. Survie En Milieu Hostile (Survival Skills)
20. La Visite du Zoo (Zoo Story)
21. Un Drôle De Duo (The Oddest Couple)
22. Un Admirateur Secret (Secret Admirer)
23. Vidéo Réalité (Hyper Reality)
24. Le Combat Des Maîtres (Serving Two Masters)
25. La Boucle est Bouclée (Full Circle)
26. La Queue Du Serpent (The Serpent's Tale)

## Adaptations

### Jouets
- A.T.O.M a été décliné en ligne de jouet par Hasbro dans la gamme Action Man.

### Jeu vidéo
- Action Man: A.T.O.M. - Alpha Teens on Machines est le titre de l'adaptation de la série en jeu vidéo sortie sur PlayStation 2 en 2007 développé par Brain in a Jar et édité par Blast! Entertainment[1].